# 索菲娅·戈贾
索菲娅·戈贾（義大利語：Sofia Goggia，義大利語發音：[soˈfiːa ˈɡɔddʒa]，1992年11月15日—）生于伦巴第大区贝尔加莫，是一名意大利女子高山滑雪运动员。戈贾第一次接触滑雪是在三岁的时候，当时她看到她的哥哥正在滑雪，她便说服父母让她也尝试滑雪，在经过一段时间的练习后，她的技术也越来越高，在六岁时，她便立志要成为滑雪高手。她在2009年凭借出色表现成功进入国家队。2011年12月，她完成了自己的世界杯分站赛首秀。